# Casa en flames
Casa en flames és una pel·lícula catalana de comèdia dramàtica de 2024, dirigida per Dani de la Orden i escrita per Eduard Sola. És protagonitzada per Emma Vilarasau, Enric Auquer, María Rodríguez Soto, Alberto San Juan, Clara Segura, José Pérez-Ocaña i Macarena García.
El 15 d'abril de 2024, la distribuïdora Vercine va presentar el tràiler de la pel·lícula, que es va estrenar com a pel·lícula inaugural del BCN Film Fest el 18 d'abril de 2024, i posteriorment es va estrenar als cinemes el 28 de juny de 2024. Deu setmanes després de la seva estrena comercial, més de 270.000 persones havien vist la pel·lícula i Casa en flames va superar Alcarràs com el film en català més vist de la dècada a Catalunya.

## Argument
La Montse (Emma Vilarasau) està molt emocionada perquè està a punt de passar un cap de setmana amb tota la família a la seva casa de Cadaqués, de la Costa Brava. Està divorciada de fa temps, el seu exmarit té una nova parella, els seus fills han crescut i fa temps que fan la seva vida sense fer-li gaire cas. Però a la Montse res ni ningú no aconseguirà fastiguejar-li els ànims car fa massa temps que espera aquest moment, massa temps que el somnia: aquest cap de setmana serà tant sí com no un cap de setmana ideal… Encara que per aconseguir-ho hagi de cremar-ho tot.

## Repartiment
- Emma Vilarasau com a Montse[6]
- Enric Auquer com a David[7]
- María Rodríguez Soto com a Júlia[8]
- Alberto San Juan com a Carlos
- Clara Segura com a Blanca[9]
- José Pérez-Ocaña com a Toni
- Macarena García com a Marta

## Producció
El novembre de 2023, es va anunciar que el director Dani de la Orden estava rodant des d'octubre d'aquell any Casa en flames, la seva primera pel·lícula en català (des de Barcelona, nit d'estiu l'any 2013), amb Emma Vilarasau, Enric Auquer, María Rodríguez, Alberto San Juan, Clara Segura, José Pérez Ocaña i Macarena García com a protagonistes. El rodatge de la pel·lícula va tenir lloc principalment a Canet de Mar, en una casa dissenyada per l'arquitecte Josep Antoni Coderch, a més dels voltants de Calella de Palafrugell, l'aeròdrom d'Airbet Serveis Aeronautics a Avinyonet del Penedès i la ciutat italiana de Roma, mentre que el clímax final va ser rodat en una recreació en plató de la façana i d'alguns interiors de la casa on es va rodar gran part de la pel·lícula. A finals de gener de 2024, es va anunciar que el títol de la pel·lícula seria retallat d'Una casa en flames a, simplement, Casa en flames. El pressupost total de Casa en flames va ser de 2,7 milions d'euros, inclosos 900.000 euros procedents de les ajudes generals de l'Institut de la Cinematografia i de les Arts Audiovisuals.

## Recepció
Jonathan Holland de ScreenDaily va descriure la pel·lícula com una «broqueta edulcorada de les hipocresies de la burgesia catalana». Beatriz Martínez de Fotogramas li va donar 4 estrelles de 5, considerant-lo el millor film de Dani de la Orden, i va subratllar «una actuació perfecta del repartiment» com el millor de la cinta. Javier Ocaña d'El País va donar-li 3 estrelles de 5, descrivint-la com a una «elegant teràpia de xoc familiar» que va de millor a pitjor en el veredicte, i també la va comparar a la desfavorablement similar La casa.
Ekaitz Ortega de Hobby Consolas li va donar a la pel·lícula 81 punts («molt bé») considerant «Casa en flames és una bona pel·lícula amb un guió molt teatral, ple d'actors i actrius que saben com portar els papers al seu terreny». Elsa Fernández-Santos d'El País va descriure la pel·lícula com «una paròdia ferotge, tan fosca com divertida» sobre la mare burgesa catalana.